# ملیکا برون
ملیکا برون (۱۹ دی ۱۳۷۶ در اصفهان) عضو تیم ملی   کانوپولو  ایران است  .

وی در مسابقات مسابقات جهانی کانوپولوی بانوان سیراکوزای ایتالیا (۲۰۱۶) است. تیم ایران در این مسابقات به رده چهاردهم دست یافت.